# Chapelle Sainte-Suzanne de Sottevast
Pour les articles homonymes, voir chapelle Sainte-Suzanne.
La chapelle Sainte-Suzanne est une chapelle catholique située à Sottevast, en France.

## Localisation
La chapelle est située dans le département français de la Manche, sur la commune de Sottevast, à 700 mètres au sud-ouest de l'église paroissiale Saint-Hermeland.

## Historique
La chapelle faisait partie d'un monastère qui dépendait de l'abbaye Sainte-Trinité de Lessay.

## Architecture
L'édifice est inscrit au titre des monuments historiques depuis le 30 juillet 1973.